# Flúor
El flúor es el elemento químico de número atómico 9 situado en el grupo de los halógenos (grupo 17) de la tabla periódica de los elementos. Su símbolo es F.
Es un gas a temperatura ambiente, de color verde pálido, formado por moléculas diatómicas F2. Es el más electronegativo y reactivo de todos los elementos. En forma pura es altamente peligroso, causando graves quemaduras químicas al contacto con la piel.

## Características principales

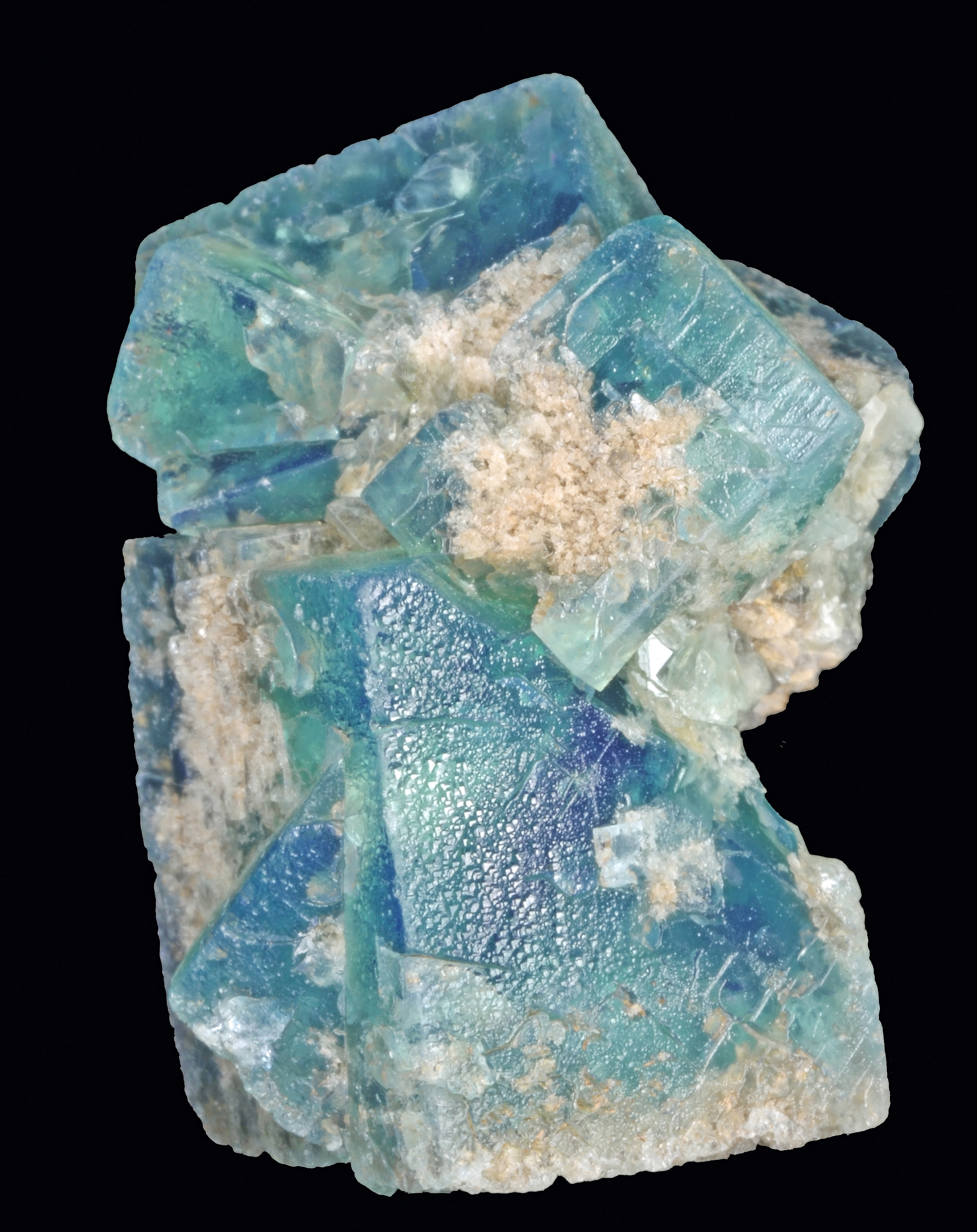
Cristal de Fluorita (CaF_{2}), mineral de flúor.

El flúor es el elemento más electronegativo y reactivo y forma compuestos con prácticamente todo el resto de elementos, incluyendo los gases nobles xenón y radón. Su símbolo es F. Incluso en ausencia de luz y a bajas temperaturas, el flúor reacciona explosivamente con el hidrógeno. El flúor diatómico, F2, en condiciones normales es un gas corrosivo de color amarillo casi blanco, fuertemente oxidante. Bajo un chorro de flúor en estado gaseoso, el vidrio, metales, agua y otras sustancias, se queman en una llama brillante. Siempre se encuentra en la naturaleza combinado y tiene tal afinidad por otros elementos, especialmente silicio, que no se puede guardar en recipientes de vidrio.
En disolución acuosa, el flúor se presenta normalmente en forma de ion fluoruro, F-. Otras formas son fluorocomplejos como el [FeF4]-, o el H2F+.
Los fluoruros son compuestos en los que el ion fluoruro se combina con algún resto cargado positivamente.

## Aplicaciones
- El politetrafluoroetileno (PTFE), también denominado teflón, se obtiene a través de la polimerización de tetrafluoroetileno que a su vez es generado a partir de clorodifluorometano, que se obtiene finalmente a partir de la fluoración del correspondiente derivado halogenado con fluoruro de hidrógeno (HF).
- También a partir de HF se obtienen clorofluorocarburos (CFC), hidroclorofluorocarburos (HClFC) e hidrofluorocarburos (HFC).
- Se emplea flúor en la síntesis del hexafluoruro de uranio (UF6), es el gas más pesado conocido y se emplea en el enriquecimiento de uranio 235U.
- El fluoruro de hidrógeno se emplea en la obtención de criolita sintética (Na3AlF6) la cual se usa en el proceso de obtención de aluminio.
- Hay distintas sales de flúor con variadas aplicaciones[cita requerida]. El fluoruro de sodio (NaF) se emplea como agente fluorante; el difluoruro de amonio (NH4HF2) se emplea en el tratamiento de superficies, anodizado del aluminio, o en la industria del vidrio; el trifluoruro de boro (BF3) se emplea como catalizador; etc.
- Algunos fluoruros se añaden a las pastas de dientes para la prevención de caries (principalmente el fluoruro de sodio).
- En algunos países se añade fluoruro a las aguas potables para prevenir la aparición de caries, de lo que se suele avisar a la población. Algunos países como los Estados Unidos, Argentina o Australia fluoran el agua potable, mientras que otros como Alemania lo prohíben.
- Se emplea flúor monoatómico en la fabricación de semiconductores.
- El hexafluoruro de azufre (SF6) es un gas dieléctrico con aplicaciones electrónicas. Este gas contribuye al efecto invernadero y está recogido en el Protocolo de Kioto.

## Historia
A causa de ser tan reactivo y peligroso, el flúor no fue aislado hasta tiempos relativamente recientes, puesto que en estado puro es sumamente peligroso y es necesario manejarlo con extremo cuidado.
El primer compuesto de flúor (del latín fluere, que significa "fluir") que se conoce data de los años 1500, en Alemania. Se trata de la fluorita (CaF2), por entonces llamada flúores, después espato de flúor. Es un mineral raro, que se funde fácilmente y era utilizado como fundente, para fundir otros minerales con mayor facilidad al mezclarlo con flúores. El mineralogista Georgius Agricola describió el mineral en 1529.
En 1670, Enrique Schwandhard descubrió que al someter al mineral a algunos ácidos, desprendía un vapor muy corrosivo, que incluso corroía el vidrio. Utilizó esta propiedad para elaborar dibujos sobre el vidrio, por lo que mantuvo en secreto la forma de obtenerlo.
Solo muy lentamente se avanzó en el estudio de este mineral. En 1768, Andreas Sigismund Marggraf estudió el mineral y obtuvo nuevamente el extraño vapor, informando sobre la característica que ataca al vidrio.
Sin embargo, el primero en estudiar el gas fue Carl Wilhelm Scheele en 1780. A él se le atribuye el descubrimiento del ácido fluorhídrico. Murió a los 44 años, muy probablemente a causa de una intoxicación sistemática con los productos que manejaba.
En 1813, Ampère hizo la hipótesis de que el ácido fluorhídrico era un compuesto de hidrógeno con un elemento todavía no descubierto. Esta hipótesis la hizo por la analogía que tiene este ácido con el muriático, del que se descubrió el cloro apenas tres años antes. Comunicó su hipótesis a Humphry Davy. Ampère sugirió el nombre de "pthor" al nuevo elemento, pero Davy se inclinó por el nombre "flúor".
Desde entonces se sucedió una serie de intentos de aislar el flúor, todos fallidos, y la mayoría con accidentes de intoxicación. Comenzó el mismo Davy por medio de electrólisis, descomponiendo el fluoruro cálcico, pero no lo logró debido a que una vez aislado el flúor en el electrodo positivo, se combinaba rápidamente con cualquier elemento que estuviese cerca. En el proceso se intoxicó y probablemente a causa de eso tuvo una muerte temprana.
En 1830 los hermanos Tomás y Jorge Knox intentaron aislar el flúor por medios químicos usando Cloro. No lo lograron y también se intoxicaron seriamente.
P. Louyel también lo intentó en la misma época, fracasando también, pero en esta ocasión la intoxicación le causó la muerte.
Edmond Frémy (inicialmente ayudante de Louyel) abordó el tema con mucha mayor cautela y seguridad, lo que le valió librarse de la intoxicación. Regresó a la electrólisis y en el proceso fue el primero en obtener hidrógeno fluoruro puro (anteriormente solo se lo obtenía mezclado con agua), pero tampoco logró el objetivo.
El químico francés Henri Moissan, inicialmente ayudante de Frémy, continuó con el intento. Probó métodos químicos (usando fluoruro de fósforo) pero fracasó, por lo que decidió intentar con electrólisis. Usó fluoruro de arsénico pero al comenzar a intoxicarse paso al ácido fluorhídrico, continuando la labor de su maestro. Para que condujera la electricidad agregó fluoruro de potasio al ácido fluorhídrico puro y logró la electrólisis. Para que el flúor no atacara al electrodo positivo, usó una aleación de platino e iridio, apoyado en fluorita como aislante, y adicionalmente realizó la electrólisis a 50 grados bajo cero. Finalmente, el 26 de junio de 1886, Moissan fue el primero que obtuvo flúor en forma pura, lo que le valió el Premio Nobel de Química de 1906.
La primera producción comercial de flúor fue para la bomba atómica del Proyecto Manhattan, en la obtención de hexafluoruro de uranio, UF6, empleado para la separación de isótopos de uranio. Este proceso se sigue empleando para aplicaciones de energía nuclear.

## Abundancia y obtención
El flúor es el halógeno más abundante en la corteza terrestre, con una concentración de 950 ppm. En el agua de mar esta se encuentra en una proporción de aproximadamente 1,3 ppm. Los minerales más importantes en los que está presente son la fluorita, CaF2, el fluorapatito, Ca5(PO4)3F y la criolita, Na3AlF6.
El flúor se obtiene mediante electrólisis de una mezcla de HF y KF. Se produce la oxidación de los fluoruros:
2F- → F2 + 2e-
En el cátodo se descarga hidrógeno, por lo que es necesario evitar que entren en contacto estos dos gases para que no haya riesgo de explosión.

## Compuestos
El oxígeno combustiona mejor con los HC porque siempre se forma CO2, en cambio con flúor pueden formarse perfluorcadenas que son bastante inertes.
El compuesto más oxidante puede ser el O2)F2) o bien el ion XeF+. El flúor se puede obtener químicamente en reacciones de ácidos de Lewis.

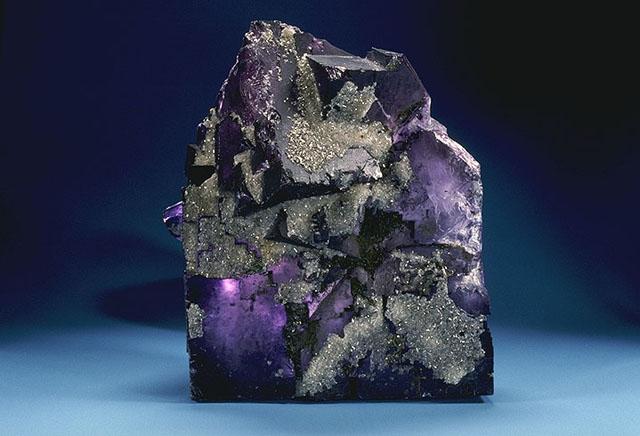
Cristales de Fluorita (CaF_{2}).

- Se emplean numerosos compuestos orgánicos en los que se han sustituido formalmente átomos de hidrógeno por átomos de flúor. Hay distintas formas de obtenerlos, por ejemplo mediante reacciones de sustitución de otros halógenos: CHCl3 + 2HF → CHClF2 + 2HCl
  - Los CFC se han empleado en una amplia variedad de aplicaciones, por ejemplo como refrigerantes, propelentes, agentes espumantes, aislantes, etc., pero debido a que contribuyen a la destrucción de la capa de ozono se han ido sustituyendo por otros compuestos químicos, como los HCF. Los HCFC también se emplean como sustitutos, pero también destruyen la capa de ozono, aunque en menor medida a largo plazo.
  - El politetrafluoroetileno (PTFE), es un polímero denominado comúnmente teflón.

El fluoruro de hidrógeno es extremadamente corrosivo y reacciona violentamente con los alcalinos y el amoníaco anhidro. Destruye el tejido hasta el tejido óseo, es más peligroso que el ácido sulfúrico y el ácido nítrico.
- El ácido fluorhídrico es una disolución de fluoruro de hidrógeno en agua. Es un ácido débil, pero mucho más peligroso que ácidos fuertes como el clorhídrico o el sulfúrico atraviesa la piel destruye los tejidos y huesos, y es tóxico en cualquier concentración, además provoca hipocalcemia. El HF anhidro es extraordinariamente corrosivo.

Las disoluciones de HF son mortales aunque sean diluidas.
- El hexafluoruro de uranio, UF6, es un gas a temperatura ambiente que se emplea para la separación de isótopos de uranio.
- El flúor forma compuestos con otros halógenos presentando el estado de oxidación -1, por ejemplo, IF7, BrF5, ClF, etcétera.

Dichos compuestos son muy reactivos: el ClF3 es aún más reactivo que el flúor, así como el BrF5, 
- La criolita natural, Na3AlF6, es un mineral que contiene fluoruros. Se extraía en Groenlandia, pero ahora está prácticamente agotada, por lo que se obtiene sintéticamente para ser empleada en la obtención de aluminio.

El HF anhidro y el ácido nítrico mezclados disuelven a la mayoría de los metales de transición, incluido el tántalo.
El fluoruro de sodio (NaF) es un compuesto que figura en productos para la higiene oral (dentífricos y enjuagues bucales) como agente para prevenir y combatir las caries.

## Efectos biológicos

Porcentaje de la población que consume agua fluorada, tanto de manera natural como artificial.
80–100 %
60–80 %
40–60 %
20–40 %
1–20 %
< 1 %
Desconocido

Aunque el flúor es demasiado reactivo para tener alguna función biológica natural, se incorpora a compuestos con actividad biológica. Compuestos naturales organofluorados son raros, el ejemplo más notable es el fluoroacetato, que funciona como una defensa contra los herbívoros de plantas en al menos 40 plantas en Australia, Brasil y varios países de África, como Gabón. La enzima adenosil-fluoruro sintasa cataliza la formación de 5'- desoxi-5'-fluoroadenosina. El flúor no es un nutriente esencial, pero su uso tópico en la prevención de la caries dental es bien reconocida. El efecto es tópico (aplicación sobre la superficie del esmalte), aunque antes de 1981 se consideró principalmente sistémico (por ingestión). Su uso sistémico está actualmente desaconsejado por muchos autores.

## Isótopos
El flúor tiene un único isótopo natural, el 19F. Este isótopo tiene un número cuántico de espín nuclear de 1/2 y se puede emplear en espectroscopia de resonancia magnética nuclear. Se suele emplear como compuesto de referencia el triclorofluorometano, CFCl3 o el trifluoroacético TFA.
El 18F es un isótopo artificial emisor de positrones (emisor β+), que puede obtenerse por medio de un ciclotrón a partir del 18O (bajo la forma química de H218O). El 18F, por su emisión radiactiva (positrones, que al aniquilarse con los electrones del medio producen dos rayos gamma de 511 keV), se utiliza en el diagnóstico por tomografía por emisión de positrones (PET, de sus siglas en inglés), la cual tiene aplicaciones en distintos ámbitos médicos como la oncología, la neurología y la cardiología. El 18F se incorpora a moléculas orgánicas (proceso denominado "marcación con 18F"). Las mismas son aplicadas al paciente por medio de inyectables y el patrón de su distribución en el organismo permite el diagnóstico de tumores, zonas de baja perfusión cardíaca o cerebral, entre otras.

## Precauciones
El flúor y el HF deben ser manejados con gran cuidado y se debe evitar totalmente cualquier contacto con la piel o con los ojos.
El HF anhidro hierve a 19 °C, sus vapores son muy irritantes y tóxicos, sus descubridores murieron por su acción. Nunca ha de mezclarse con metales alcalinos ni con amoniaco. En presencia de SbF5, se convierte en un superácido (el HF anhidro).
La capacidad de protonación es tan grande que oxida a metales como el cobre y protona al metano etc.
Tanto el flúor como los iones fluoruro son altamente tóxicos. El flúor presenta un característico olor acre y es detectable en unas concentraciones tan bajas como 0,02 ppm, por debajo de los límites de exposición recomendados en el trabajo.

### Toxicidad
La toxicidad del flúor viene por su afinidad a unirse al zinc (básico para el aprendizaje, la memoria y la formación de anticuerpos), y al yodo (básico para la tiroides y el sistema hormonal del cuerpo y otras funciones, siendo además el yodo quelante de mercurio), esto es similar al mercurio que se amalgama con los elementos mencionados. Además, el exceso de flúor puede producir malformaciones óseas, aparte de un "endurecimiento y fragilidad" de los huesos con una mayor facilidad a su rotura. En definitiva, el flúor puede dañar el sistema de aprendizaje, memoria, salud, sistema hormonal, huesos, y así de energía y productividad de las personas.
En la característica de unión con el yodo, se usa el flúor para tratar hipertiroidismos (un hiperdesarrollo de la tiroides, entre otras cosas por exceso de yodo). Al eliminar el yodo del cuerpo, el flúor reduce la tiroides, reduciendo su tamaño y actividad, siendo esto muy dañino para personas con tiroides normales (que hace una parte vital del sistema hormonal del cuerpo), y especialmente para las personas con una tiroides débil o hipotiroidismo. Esto se ve agravado si la persona está expuesta a contaminación por mercurio (amalgama de los dientes 55 % mercurio, lámparas halógenas/fluorescentes-cuando se funden o parpadean, contaminación minera, pescado contaminado, aire contaminado con altos niveles de diésel y del mercurio expulsado por su combustión, etc.), pues el mercurio también se une al zinc y al yodo, inutilizando sus funciones, se refuerza en el daño con el flúor.
Un síntoma de intoxicación por flúor fácilmente perceptible en la población infantil (pues sus dientes están en formación), es la presencia de manchas blancas en los dientes.
A nivel histórico, como anécdotas, en los primeros experimentos de refinamiento de uranio para hacer la bomba atómica, se pensaba que toda la toxicidad del proceso venía del uso de flúor.